# Familia Marroquín
Familia Marroquín es una familia de origen vasco de la aristocracia colombiana, cuyo centro de poder es la ciudad de Bogotá, capital del país.

## Historia

### Genealogía

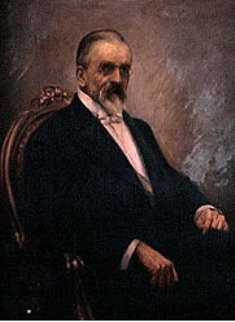
Óleo sobre tela de José Manuel Marroquín, Presidente de Colombia de 1900 a 1904.

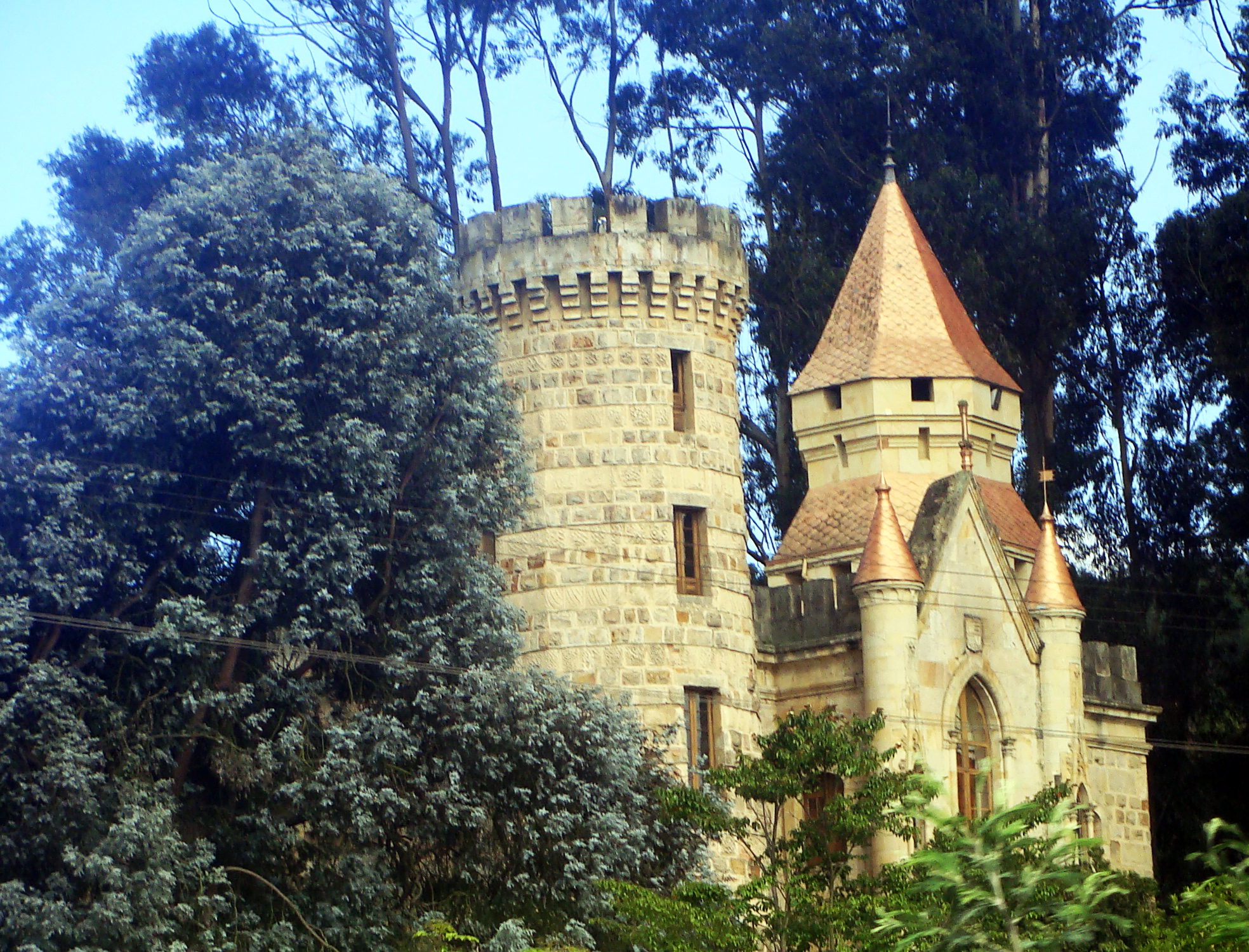

- Lorenzo Marroquín de la Sierra (1759-1819)ː Hacendado neoogranadino; primer dueño de la Hacienda Yerbabuena. Abuelo de José Manuel Marroquín.
  - José Manuel Marroquín Ricaurte (1827-1908)ː Escritor colombiano; presidente de Colombia entre 1900 y 1904.
    - José Manuel Marroquín Osorio (1847-1943)ː Escritor, abogado, sacerdote católico, historiador y catedrático colombiano.
    - Lorenzo Marroquín Osorio (1856-1918)ː Escritor y diplomático colombiano; constructor del Castillo Marroquín.
    - Andrés Marroquín Osorio (1860-1930)ː Político colombiano del Partido Conservador; Alcalde de Bogotá entre 1914 y 1917.
      - Andrés Marroquín (n. 1964)ː Artista colombiano.

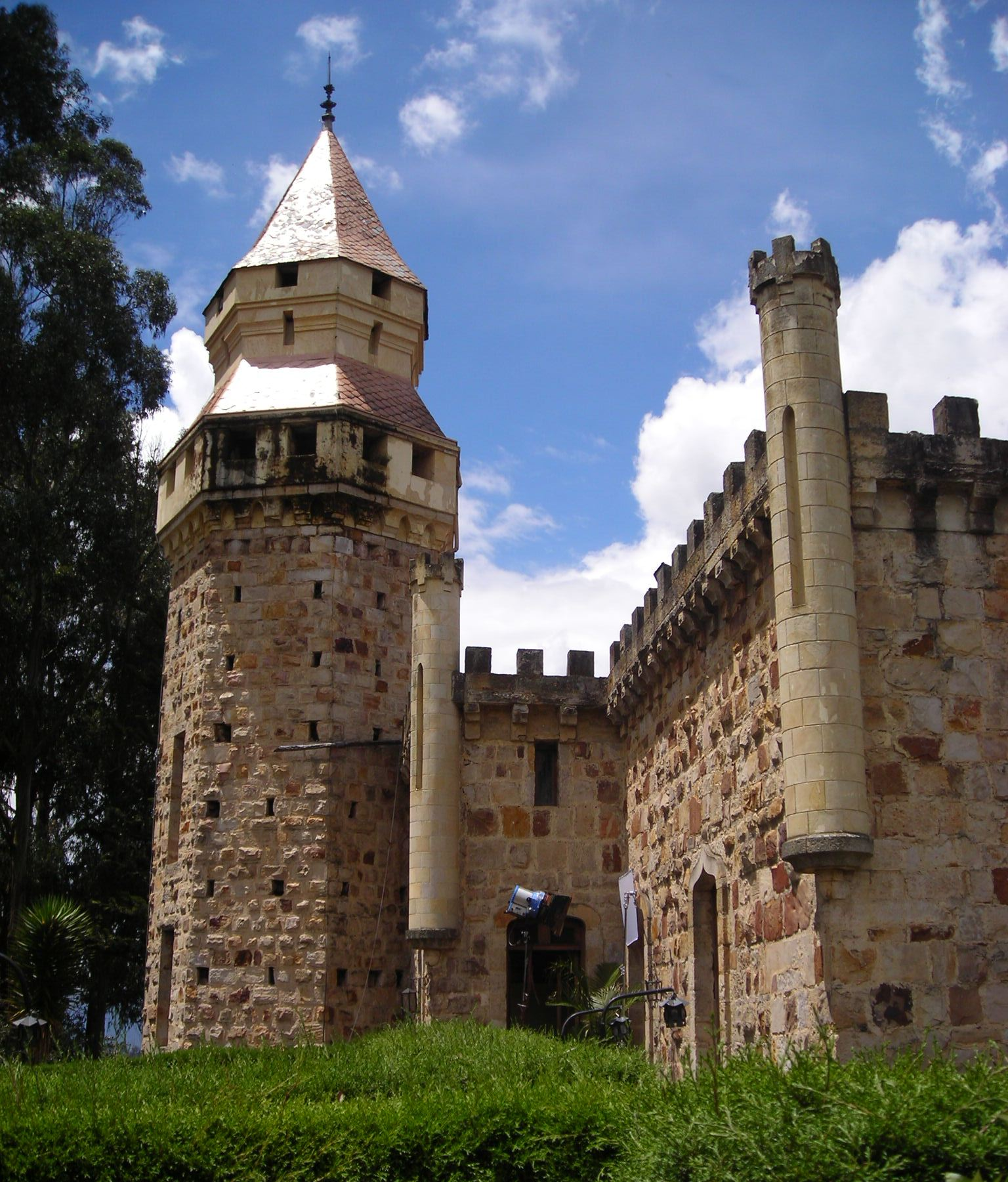

### Toponimios
- Castillo Marroquín, complejo arquitectónico y propiedad de antaño de la familia Marroquín, ubicado en el municipio de Chía, Cundinamarca

Los primeros portadores de este noble apellido son originarios de Zalla, en la Provincia de Vizcaya (País Vasco, en el norte de España, a menos de 15 km al oeste de la ciudad de Bilbao). La rama colombiana tiene entres sus miembros más destacados a un expresidente del país, y a varios empresarios y escritores. 